# Power BI
Power BI – zbiorcza nazwa dla szeregu aplikacji i usług klasy Business Intelligence stworzonych przez Microsoft, w znacznej mierze opartych na chmurze obliczeniowej, które pomagają organizacjom gromadzić, zarządzać, przetwarzać i analizować dane z różnych źródeł za pomocą przyjaznego dla użytkownika interfejsu. Power BI stanowi część Microsoft Power Platform.

## Ogólne informacje
Power BI oferuje oparte na chmurze obliczeniowej usługi klasy Business Intelligence (analizy biznesowej), znane jako „Power BI Services”, wraz z interfejsem opartym na aplikacji przeznaczonej na PC o nazwie „Power BI Desktop”. Rozwiązanie obejmuje m.in. część funkcjonalności hurtowni danych, w tym przetwarzania danych, eksploracji danych, ale także tworzenia interaktywnych pulpitów managerskich. W marcu 2016 r. firma Microsoft udostępniła dodatkową usługę o nazwie Power BI Embedded na swojej platformie chmurowej Azure. Jednym z głównych wyróżników produktu jest możliwość wykorzystywania niestandardowych wizualizacji.

## Historia
Aplikacja została opracowana przez Thierry’ego D’Hersa i Amira Netza z zespołu SQL Server Reporting Services w firmie Microsoft. Projekt zapoczatkował jednak Ron George latem 2010 roku i pierwotnie nosił nazwę Project Crescent. Projekt Crescent był po raz pierwszy dostępny publicznie do pobrania 11 lipca 2011 r. w pakiecie z SQL Server Codename Denali. Później przemianowany na Power BI, został zaprezentowany przez Microsoft we wrześniu 2013 r. jako Power BI dla Office 365. Pierwsza wersja usługi Power BI została oparta na dodatkach wykorzystywanych już w Microsoft Excel: Power Query, Power Pivot i Power View. Z czasem firma Microsoft dodała również wiele dodatkowych funkcji, takich jak pytania i odpowiedzi, łączność danych na poziomie przedsiębiorstwa i opcje zabezpieczeń za pośrednictwem bram usługi Power BI. Usługa Power BI została po raz pierwszy udostępniona publicznie 24 lipca 2015 r.
Firma Gartner, Inc. zajmująca się m.in. recenzowaniem oprogramowania dla biznesu, publikuje coroczny ranking pod nazwą Magic Quadrant for Analytics and Business Intelligence Platforms oceniając w nim dostawców platform Business Intelligence. Raport ma pomóc przedsiębiorcom podjąć decyzję co do wyboru i wdrożenia narzędzi raportowo-analitycznych w firmie. W lutym 2021 r. po raz 14 z rzędu Microsoft oferujący m.in. rozwiązanie Power BI uznany został jako lider „magicznego kwadrantu”. Uwzględnia się w nim jak duże możliwości ma dana firma do wdrożenia swoich pomysłów i rozwiązań („ability do execute”) oraz jak dobrą i kompletną wizję danego segmentu rynku ma firma („completeness of vision”).

## Kluczowe komponenty
Kluczowe elementy ekosystemu Power BI obejmują:
Power BI Desktop
Oparta na systemie Microsoft Windows aplikacja na komputery PC, służąca głównie do projektowania i publikowania raportów w usłudze Power BI Service.
Power BI Service
Usługa online oparta na modelu SaaS (oprogramowanie jako usługa). Wcześniej była znana jako Power BI dla Office 365, teraz określana jako PowerBI.com lub po prostu Power BI.
Aplikacje mobilne Power BI
Aplikacje Power BI Mobile dla urządzeń z systemem Android i iOS, a także dla telefonów i tabletów z systemem Windows.
Power BI Gateway
Bramy używane do synchronizowania danych zewnętrznych do i z usługi Power BI. Są one wymagane do automatycznego odświeżania zestawu danych. W trybie Enterprise może być również używany przez Flows i PowerApps w Office 365.
Power BI Embedded
Interfejs API Power BI. mogący służyć do tworzenia pulpitów nawigacyjnych i raportów w niestandardowych aplikacjach, w tym poza ekosystemem Power BI.
Serwer raportów usługi Power BI
Lokalne rozwiązanie do raportowania usługi Power BI dla firm, które nie chcą lub nie mogą przechowywać danych w opartej na chmurze usłudze Power BI.
Power BI Premium
Oferta oparta na pojemności lub liczbie użytkowników, umożliwiająca większą skalę i wydajność niż pojemność współdzielona w usłudze Power BI.
Rynek wizualizacji usługi Power BI
Rynek niestandardowych wizualizacji, w tym wizualizacji opartych na języku R.